# 구스 고시지
리처드 마이클 ('구스') 고시지(Richard Michael ('Goose') Gossage, 1951년 7월 5일 ~ )는 전 미국의 프로 야구 선수로 지배적인 구원 투수였다. 22년간의 선수 경력에 그는 월드 시리즈에서 8개의 세이브를 가졌으며, 9회의 올스타 선수로 임명되었다.

## 초기 경력
콜로라도주 콜로라도스프링스에서 태어나 자라온 고시지는 시카고 화이트삭스에 의하여 1970년 아마추어 드래프트의 9번째 라운드에서 선발되었다. 그는 자신이 5.91의 방어율을 기록한 미드웨스트 리그의 애플턴으로 옮겨지기 전에 2.81의 방어율과 함께 GCL 화이트삭스를 위하여 루키 리그에서 3개 만의 경기를 투구하였다. 1971년 그는 1.83의 방어율과 함께 18 승 2 패로 가면서 같은 자리에 지배하였다. 그는 다음해에 메이저 리그로 올라갔다.

## 시카고에서 젊은 선수로서
20세의 나이로 1972년 화이트삭스와 함께 그는 2개의 세이브와 함께 7 승 1 패로 갔다. 팀은 3.12의 방어율을 가졌다. 그일은 부분적으로 대형의 성격인 그해의 MVP 딕 앨런의 이유로 화이트삭스에 소란스러운 시간이었고, 밑바닥에서 세월 후에 팀을 존경할 만함으로 다시 데려왔다.
다음해 1973년 고시지는 메이저 리그에서 분투하였고, AAA 아메리칸 어소시에이션의 아이오와에서 절반의 해를 보냈다. 1974년 4 승 6 패의 시즌 후에 그는 1975년 화이트삭스의 구원 투수가 되어 리그를 이끄는 26개의 세이브를 얻었다. 1976년 그는 폴 리처즈 감독에 의하여 출발 선수로서 이용되었고, 가장 낮은 방어율과 함께 켄 브렛이 출발 선수였던 의지에 9 승 17 패로 갔고, 데이브 해밀턴과 클레이 캐롤이 구원 투수로서 이용되었다. 리처즈는 거대한 패스트볼과 함께한 투수가 출발 선수였어야 한다고 생각한 모교의 감독이었고, 그 역할에서 성공을 찾는 데 고시지가 지구력 혹은 추가적인 투구들을 가지지 않았다는 것을 알아차리지 못하였다.
화이트삭스와 함께 한 그의 세월들에 그는 1971년 19세의 구원 투수로서 팀을 이룬 왼손잡이 속구 투수 테리 포스터와 함께 압도적인 좌우의 협동을 형성하였다. 그의 성공은 낮은 마이너 수준에서 화이트삭스에게 한해 후에 젊은 고시지와 함께 같은 것을 하는 데 용기를 준 빅 리그로 뛰어올랐다. 고시지보다 1년 전에 포스터는 1974년 세이브에서 아메리칸 리그를 이끌었고, 그는 또한 비슷하게 부족한 결과들과 함께 1976년 출발 선수로 전환하는 데 잘못 지도된 시도의 주제이기도 하였다.

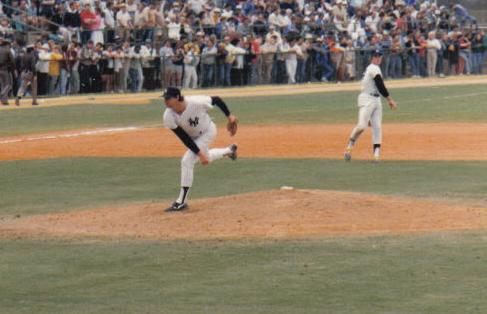
1983년 봄 훈련에서

## 성공의 세월들
1976년 시즌 후에 화이트삭스와 피츠버그 파이리츠는 유다른 이적을 꾸며 한해에 자유 계약 선수들이 되는 이유였던 선수들을 교환하였는 데 리치 지스크가 화이트삭스로 옮긴 동안 고시지와 포스터는 파이리츠로 갔으며, 이 3명은 전부 1978년 시즌을 위한 새로운 본부들을 찾았다. 1977년 파이리츠에서 보낸 자신의 세월에 고시지는 26개의 세이브를 수집하여 내셔널 리그에서 3번째로 제일 높은 총계였으며, 또한 3연속 해를 위한 올스타 팀으루 이루기도 하였다. 시즌 후에 그는 자신이 1983년까지 머물던 뉴욕 양키스와 유리한 계약을 맺었다. 그의 도착은 양키스의 최종회로서 세도를 부리는 아메리칸 리그 사이 영 상 수상자 스파키 라일을 퇴거시켰다. 양키스와 함께 한 자신의 2개의 해에 고시지는 30개 이상의 세이브를 가졌고, 1978년과 1980년 양해에 리그를 이끌기도 하였다. 그일은 20개 이상의 세이브가 보통 구원 투수들을 리그의 지도적 선수들 사이에 놓은 시기였다.
1978년 월드 시리즈에서 그는 자신의 전 동료 포스터가 로스앤젤레스 다저스에 정렬되며 매긴 득점을 허용하지 않으면서 구원에서 6개의 이닝들을 투구하였다. 1981년 월드 시리즈에서 그는 다시 매긴 득점을 포기없이 구원에서 5개의 이닝을 투구하였다. 그 월드 시리즈에서 그는 다저스의 3루수 론 세이를 심한 패스트볼과 함께 헬멧에 쳐 그를 의식이 잃은 것으로 쓰러뜨렸다. 하지만, 1980년의 아메리칸 리그 챔피언십 시리즈에서 그는 양키스를 휩쓸고 감독 딕 하우저가 자신의 직업을 잃은 캔자스시티 로열스의 조지 브렛에게 홈런을 포기하였다. 1979년 그는 4월 클리프 존슨과 싸우다가 미끄러지고 떨어질 때 시즌의 좋은 부분을 놓쳤다. 양키스의 소유자 조지 스타인브레너는 사건의 이 차례에서 성내어 날뛰자 즉시 존슨을 이적시키는 명령을 내렸다.
1981년은 스트라이크로 패한 시간 때문에 32개의 경기들에만 나옴에 불구하고 굉장한 0.77의 방어율을 올려 놓은 시즌이었다. 그는 1982년 30개의 세이브 시즌과 함께 따라졌으며, 그러고나서 1983년 22개의 세이브와 함께 13 승 5 패와 2.27의 방어율로 갔다. 양키스는 1982년과 1983년 논쟁의 외부로 떨어졌다.
양키스는 높은 자세의 선수들이 가끔 좋거나 나쁜 이유들로 뉴스에 나온 팀을 위하여 고시지가 투구한 세월에서 유명한 팀이었다. 고시지의 동료 선수들은 레지 잭슨, 서먼 먼슨, 그레이그 네틀스, 캣피쉬 헌터, 루 피니엘라, 데이브 윈필드와 론 기드리를 포함하였다.

## 내셔널 리그로 복귀
부유한 고시지는 샌디에이고 파드리스와 1984년 시즌 전에 다수의 해의 자유 계약을 맺었다. 팀에서 그의 첫 해에 그는 파드리스를 그들의 첫 월드 시리즈 출연으로 이끄는 데 도움을 주었다. 그는 1985년과 1986년 20개 이상의 세이브의 2개 더의 시즌들을 가졌으나 파드리스는 내셔널 리그 서부에서 다시 떨어졌다. 1987년 자신의 효과적인 점감과 함께 그는 경영과 충돌하여 경기를 우승하는 데 자신들의 증력에 관한 것에보다 그 선수들의 품성을 더욱 주의하는 팀을 비난하였다. 그가 한번 양키스의 소유자 스타인브레너에게 "뚱뚱한 남자의 두뇌"로 불리면서 그일은 본부와 함께 그의 첫 난투가 아니었다.
고시지는 그러고나서 자신이 주요 구원 투수로서 더 이상 이용되지 않았어도 아직도 꽤 좋은 방어율과 함께 6개의 시즌들에 6개의 타른 팀들을 위하여 투구하며 자신의 메이저 리그 경력을 마감하였다. 그는 훗날의 명예의 전당 헌액자 데니스 에커슬리를 위한 세트업 선수로서 1992년 디비전을 우승한 오클랜드 애슬레틱스에 있었다.
1990년 그는 퍼시픽 리그의 후쿠오카 다이에 호크스를 위하여 투수로서 잠시 일본에서 활약하여 32개의 경기들에서 8개의 세이브와 4.40의 방어율과 함께 2 승 3 패로 갔다.
42세의 나이로 그는 1994년 시애틀 매리너스와 함께 36개의 출연들에서 3 승 0 패로 갔다. 그의 4.18의 방어율은 팀의 4.99보다 낳았다. 젊은 켄 그리피 주니어는 40개의 홈런과 함께 .323을 안타하였고, 랜디 존슨은 투수들을 고착시켰다. 그의 최종의 메이저 리그 우승은 8월 4일 자신의 1000번째 경력 출연에 오며, 캘리포니아 에인절스에 4 대 2로 우승에서 이닝의 3분의 1을 투구하였다. 8월 8일 그는 텍사스 레인저스의 14 대 4의 파열로 끝난 마지막 3개의 이닝들을 투구하여 자신의 마지막 출연에서 자신의 최종 세이브를 얻었다. 그해 야구 파업이 일어나 그는 다음 시즌에 돌아오지 않았다.
비슷한 득점들의 방법을 이용한 고시지에게 가장 비슷한 투수들은 동료 명예의 전당 헌액자 롤리 핑거스와 호이트 윌헬름이다.
2014년 6월 22일 양키스는 모뉴먼트 파크의 내부에 고시지에게 각판을 봉납하였다.

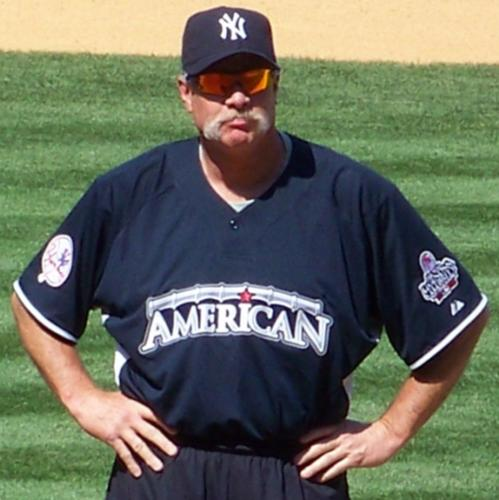
2008년의 고시지

## 명예의 전당 투표
고시지는 미국 야구 명예의 전당 투표에서 착실하게 올라왔으며, 2008년 1월 8일에 선출되어 그해에 선출된 단 하나의 선수이다. 그는 1999년 자신의 첫 적격의 해에 33%의 투표를 받고, 2006년 64.6%로 올랐다. 2006년 타임 잡지는 고시지가 명예의 전당으로 들어가지 않아 격노하였다고 보고하여 오리무중한 어린 저자들에 핑계를 두었다. 비유로서 그해에 선출된 브루스 수터는 2004년 59.5%의 투표를 받았다. 2007년 고시지는 필요했던 75%에 매우 가까운 71.2%를 얻었다. 그는 이듬해 명예의 전당으로 선출되었다.
고시지는 BBWAA에 의하여 명예의 전당으로 선출되는 데 일본 프로 야구에서 활약한 첫 선수였으며, 래리 도비는 베테랑 협회에 의하여 골라져왔다. 양선수는 일본 프로 야구가 아닌 메이저 리그 베이스볼에서 자신들의 업적으로 두드러지게 골라졌다.

## 가족 관계
그의 아들 토드 고시지는 독립적 야구에서 프로적으로 활약하였고, 그의 조카 케빈 고시지는 2006년과 2007년 마이너 리그에서 활약하였다.